# Maracena
Maracena település Spanyolországban, Granada tartományban. Maracena Granada, Atarfe, Albolote, Peligros és Pulianas községekkel határos. Lakosainak száma 22 310 fő (2024).

## Népesség
A település népessége az elmúlt években az alábbi módon változott:
| Lakosok száma | 15 189 | 17 232 | 19 388 | 20 815 | 21 264 | 21 633 | 22 059 | 22 116 | 22 358 | 22 310 |
|               | 2001   | 2004   | 2006   | 2009   | 2011   | 2014   | 2016   | 2019   | 2021   | 2024   |